# Seollal
Koreaans Nieuwjaar, Seollal is de eerste dag van het jaar volgens de Koreaanse lunisolaire kalender. De vieringen rondom het Koreaanse Nieuwjaar nemen drie dagen in beslag en zijn de belangrijkste traditionele feestdagen. De viering rondom seollal worden in ieder geval belangrijker gevonden dan die rondom de jaarwisseling volgens de zonnekalender. Het is echter goed om te weten dat voor beide jaarwisseling dezelfde term, seollal, gebruikt wordt. Vooraf het Koreaans Nieuwjaar is het feest oudejaarsdag van de maankalender.

## Wanneer
Koreaans Nieuwjaar en Chinees Nieuwjaar vallen meestal op dezelfde dag, behalve wanneer de nieuwe maan verschijnt tussen middernacht in Korea en middernacht in China, vanwege het tijdsverschil wordt het Koreaanse Nieuwjaar dan een dag later gevierd. Dit komt ongeveer eens in de 24 jaar voor.
Hier volgt een overzicht van de data waarop seollal werd en zal worden gevierd.
- 28 januari 2017
- 16 februari 2018
- 5 februari 2019
- 25 januari 2020
- 12 februari 2021
- 31 januari 2022
- 21 januari 2023
- 10 februari 2024
- 29 januari 2025
- 17 februari 2026
- 6 februari 2027

## Gebruiken
Het Koreaanse Nieuwjaarsfeest is een typisch familiefeest. Veel Koreanen kleden zich voor de gelegenheid in hanbok, de traditionele Koreaanse kledij. Men bezoekt de ouders en kinderen maken voor hun ouders een diepe buiging en wensen hun een voorspoedig Nieuwjaar toe. De groet die hier bij uitgesproken wordt, is saehae bok manhi badeseyo (새해 복 많이 받으세요) wat letterlijk betekent 'ontvang veel geluk in het nieuwe jaar'. Ouders geven hun kinderen Nieuwjaarsgeld. Een typisch Nieuwjaarsgerecht is tteok guk, een soep met daarin samengeperste rijstvlokken.
Tijdens de feestdagen worden traditionele Koreaanse spelletjes gespeeld zoals yutnori en neolttwigi.